# 신랍토르
신랍토르(Sinraptor)는 중생대 쥐라기 후기(약 1억 6,000만년 전~1억 4,500만년 전)에 서식한 육식공룡으로, 수각아목 신랍토르과에 속한다. 전체 몸 길이는 약 7.6m, 키는 3m, 정도 되며, 학명의 어원은 중국을 의미하는 라틴 접두어 Sino와 도둑을 뜻하는 "랩터"(Raptor)를 합성한 것이다. 이름은 비슷하지만 벨로키랍토르 같은 드로마에오사우루스과와는 전혀 다르다. 캐나다의 과학자 필립 퀴리와 중국의 과학자 시앙 차오가 1987년에 중국의 사막에서 최초로 발견했다.

## 사진첩

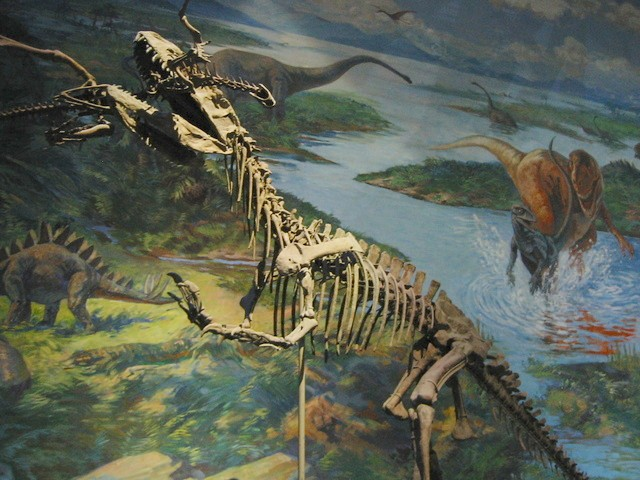
골격
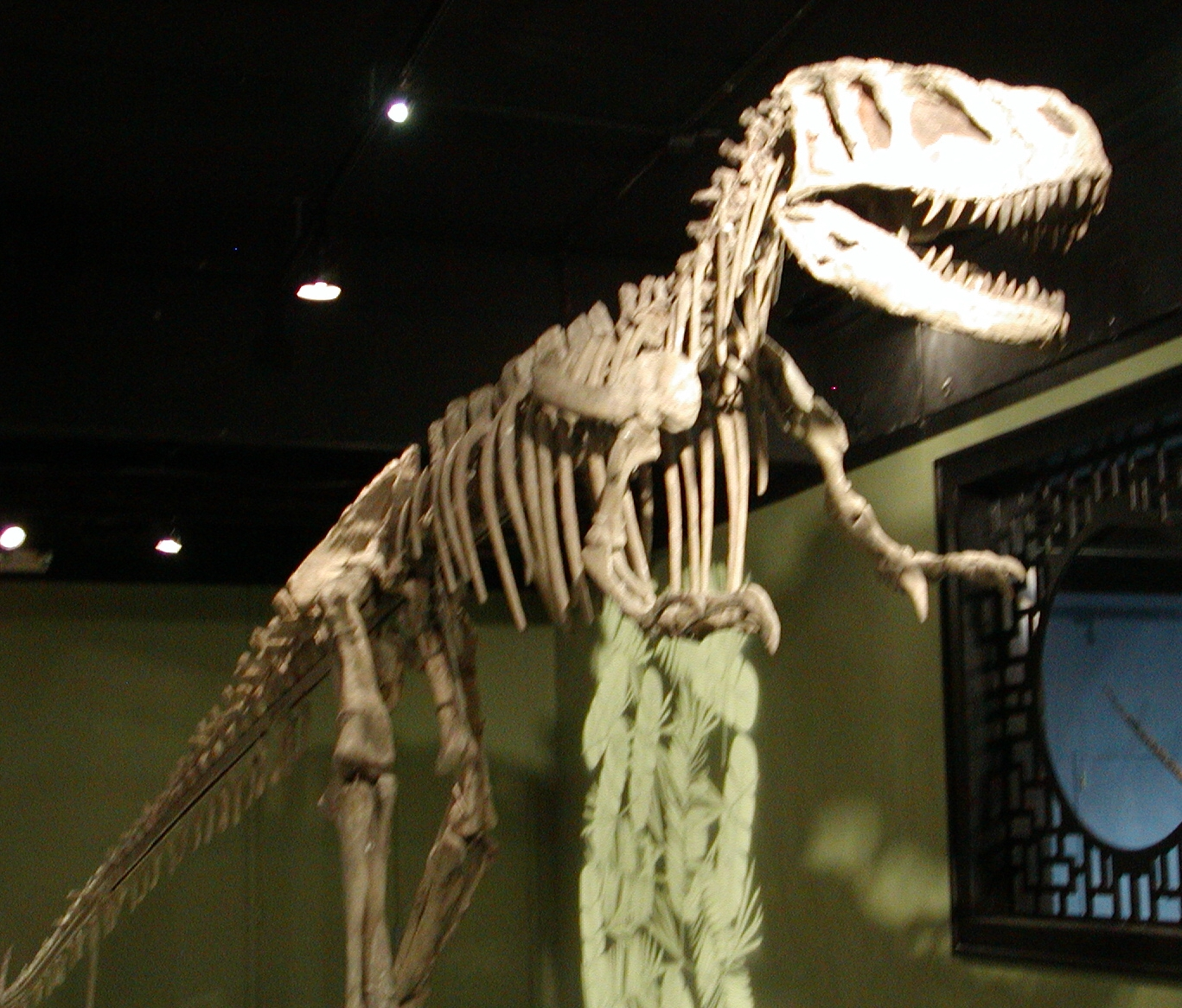
전체골격
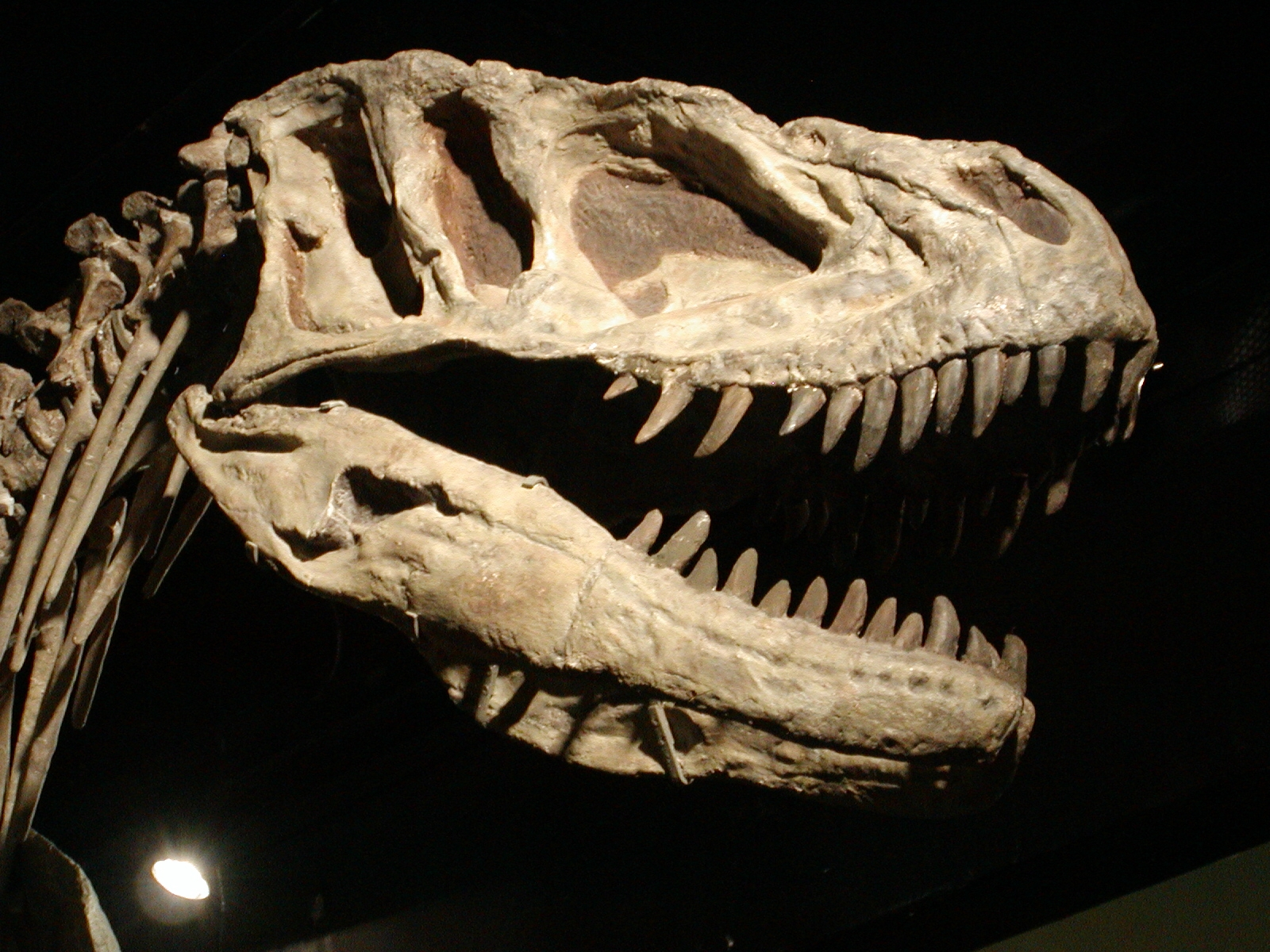
두개골